# ألفارو الثالث ملك الكونغو
ألڤارو الثالث (بالفرنسية:Álvaro III) الملك الرابع لمملكة الكونغو في الفترة التي بين أغسطس 1615 و4 مايو 1622 كان الفارو الثالث هو الحاكم الرابع من العائلة المالكة في سلالة كويلو وفي سنة 1622 ميلادي، توفي الفارو الثالث بينما كان ابنه أمبروسيو أصغر من أن يكون ملكًا، ثم انتخب النبلاء دوق مبامبا لمنصب الملك.

## الحكم
في سنة 1610 ، تدهورت العلاقات الهولندية الكونغوية بعد فرض الملك إغلاق مصنع هولندي، فعملت الكونغو على إعادة العلاقات الهولندية الكونغوية مرة أخرى خلال ملك ألفارو الثالث كطريقة للحد من التوسع البرتغالي في المنطقة. ثم أعيد افتتاح المصانع الهولندية في سويو في عام 1621.